# مارك سميث (لاعب كرة قدم مواليد 1961)
مارك سميث (بالإنجليزية: Mark Smith)‏ هو لاعب كرة قدم ومدرب كرة قدم بريطاني في مركز نصف الجناح، ولد في 19 ديسمبر 1961 في شفيلد في المملكة المتحدة. لعب مع سكونثورب يونايتد وشيفيلد يونايتد وغريمسبي تاون ونادي بوسطن يونايتد ونادي روتشديل ونادي شيفيلد ونادي كيترينغ تاون وهدرسفيلد تاون.